# Na wysokiej połoninie
Na wysokiej połoninie – cykl książek Stanisława Vincenza poświęconych Huculszczyźnie.
Cykl składa się z trzech części w czterech tomach:
- cz. 1. Prawda starowieku (Warszawa 1936)
- cz. 2. Nowe czasy: ks. 1 Zwada (Londyn 1970), ks. 2 Listy z nieba (Londyn 1974)
- cz. 3. Barwinkowy wianek (Londyn 1979)

Poszczególne tomy zawierają podania, pieśni, wierzenia, postaci rzeczywiste i legendarne, przypowieści, eseje etnologiczne z obszaru Huculszczyzny. Cykl jest przykładem literatury dotyczącej konkretnego regionu, mającej jednak walory uniwersalne i poruszającej tematykę historii, trwania i przemijania, natury i kultury. Autor doszukuje się w prostym życiu pasterzy wartości niezniszczonych przez cywilizację.